# ترانزیستور القایی ایستا
ترانزیستور القایی ایستا (اس‌آی‌تی) یک قطعه ترانزیستور با توان بالا و با فرکانس بالا است. این یک قطعه با ساختار عمودی چندکاناله کوتاه است. ساختار اس‌آی‌تی به عنوان یک قطعه عمودی، مزایایی را در به دست آوردن ولتاژهای شکست بالاتر نسبت به ترانزیستور اثر میدانی (فت) ارائه می‌دهد. برای اس‌آی‌تی، شکست سطحی بین گیت و درین محدود نمی‌شود و می‌تواند در جریان و ولتاژ بسیار بالایی کارکند. این قطعه همچنین به عنوان وی-فت شناخته می‌شود و در برخی از تقویت‌کننده‌های پیشرفته سونی در اواخر دهه ۱۹۷۰ یافت می‌شود.

## مشخصات
یک اس‌آی‌تی دارای:
- طول کانال کوتاه
- مقاومت سری کم گیت
- خازن کم سورس-گیت
- مقاومت حرارتی کوچک
- نویز پایین
- اعوجاج کم
- قابلیت توان فرکانس صوتی بالا
- زمان روشن و خاموش کوتاه، به‌طور معمول ۰٫۲۵ میکروثانیه

## تاریخ
اس‌آی‌تی توسط مهندسان ژاپنی ژوئن-ایچی زاوا و وای واتانابه در سال ۱۹۵۰ اختراع شد.